# First kiss (ICHIKOの曲)
「First kiss」（ファースト・キス）は、ICHIKOの3作目のシングル。2006年7月26日にハピネットから発売された。

## 概要
前作「恋のマホウ」から約2年8か月ぶりのリリース。表題曲「First kiss」はテレビアニメ『ゼロの使い魔』オープニングテーマ、カップリング曲の「Treasure」はPlayStation 2用ゲーム『ゼロの使い魔 〜小悪魔と春風の協奏曲〜』オープニングテーマとして使用された。CDジャケットには、ルイズ・フランソワーズ・ル・ブラン・ド・ラ・ヴァリエールが描かれている。

## 収録曲
1. First kiss
  - 作詞：ICHIKO、作曲・編曲：新井理生
2. Treasure
  - 作詞・作曲：ICHIKO、編曲：新井理生
3. First kiss（off vocal）
4. Treasure（off vocal）

## カバー
- 原田ひとみ 2014年11月26日発売の8thシングル「Schwarzer Bogen」に収録。